# Anna Burbon-Parmeńska
Anna Antonina Franciszka Charlotta Zyta Małgorzata Burbon-Parmeńska (Anne Antoinette Françoise Charlotte Zita Marguerite de Bourbon-Parma; ur. 18 września 1923 w Paryżu, zm. 1 sierpnia 2016 w Morges) – królowa, małżonka ostatniego króla Rumunii Michała I.

## Życiorys

### Wczesne lata

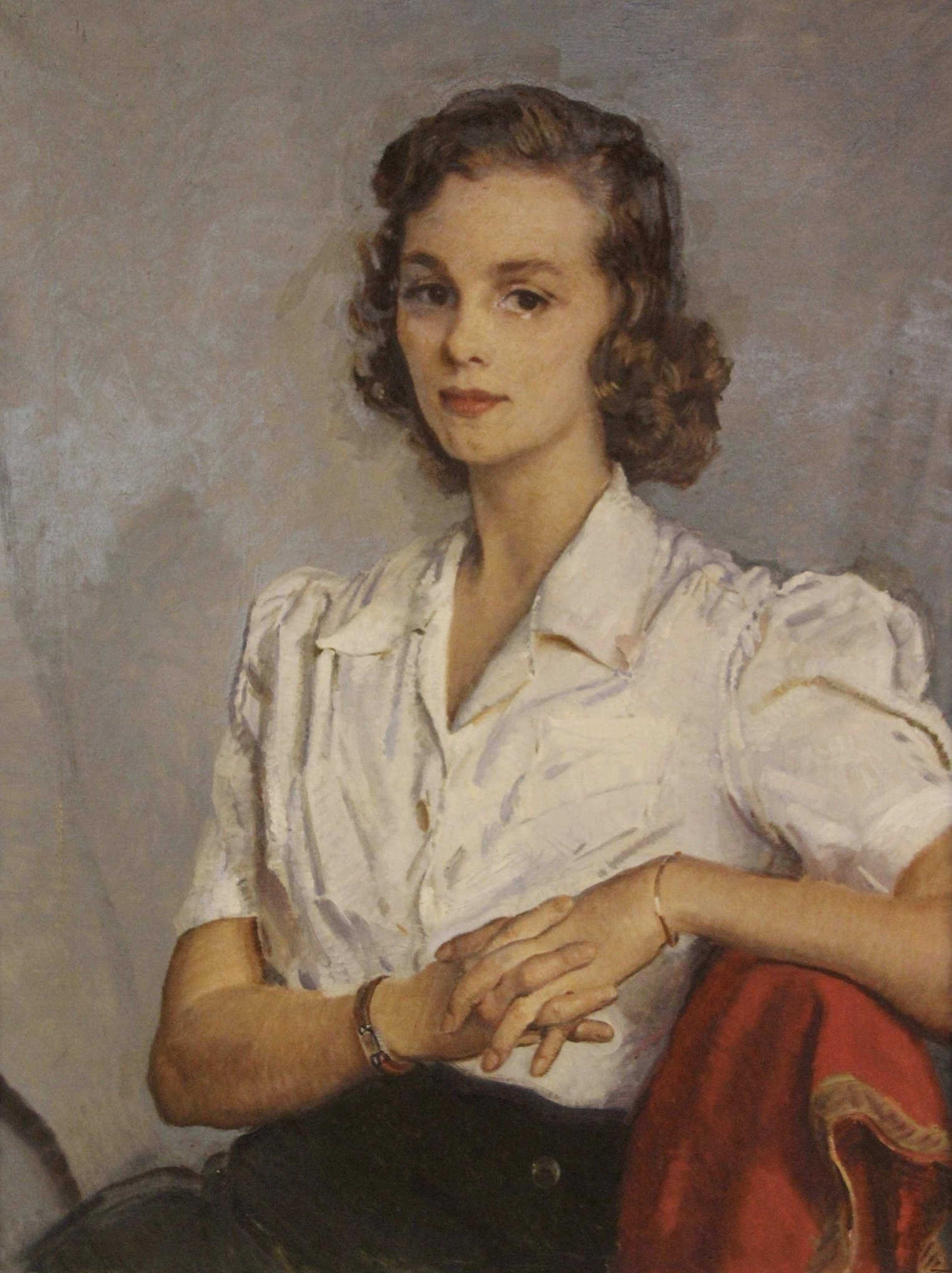
Anna na portrecie autorstwa Neda Murraya z 1943 roku

Anna Antonina Franciszka Charlotta Zyta Małgorzata Burbon-Parmeńska urodziła się 18 września 1923 roku w Paryżu jako drugie dziecko i zarazem jedyna córka księcia René Burbona-Parmeńskiego oraz jego żony, księżniczki Małgorzaty Duńskiej. Po stronie ojca była bratanicą księcia Feliksa Burbona-Parmeńskiego, męża Szarlotty, wielkiej księżnej Luksemburga, i siostrzenicą Zyty, cesarzowej Austrii oraz królowej Węgier. Po stronie matki z kolei była prawnuczką króla Danii Chrystiana IX, a przez to także była ściśle spokrewniona z rodzinami monarszymi Danii, Grecji, Rosji i Wielkiej Brytanii. Anna miała trzech braci:
- księcia Jakuba Burbona-Parmeńskiego (1922–1946), męża hrabiny Brygidy Aleksandry Marii af Holstein-Ledreborg (miał z nią jedno dziecko),
- księcia Michała Burbona-Parmeńskiego (1926–2018), męża księżniczki Jolanty de Broglie-Revel (miał z nią pięcioro dzieci), a następnie, po rozwodzie, księżniczki Marii Pii Sabaudzkiej (nie mieli dzieci),
- księcia Andrzeja Burbona-Parmeńskiego (1928–2011), męża Mariny Gacry (nie mieli dzieci)[1].

Anna spędziła swe młodzieńcze lata we Francji, którą wraz z rodziną opuściła w 1939 roku w obawie przed agresją nazistowskich Niemiec. Rodzina początkowo podróżowała przez Hiszpanię i Portugalię, po czym ostatecznie osiadła w Stanach Zjednoczonych, w Nowym Jorku. Na miejscu księżniczka uczęszczała do szkoły Parsons School of Design i pracowała jako sprzedawczyni w centrum handlowym sieci Macy’s. W czasie II wojny światowej zgłosiła się na ochotnika do Armii Francuskiej, w której służyła jako kierowca ambulansu w wielu europejskich krajach. Za służbę została odznaczona francuskim Krzyżem Wojennym.

### Małżeństwo z Michałem I
Uczestnicząc w ślubie brytyjskiej księżniczki Elżbiety (późniejszej królowej Elżbiety II) z Filipem Mountbattenem w Londynie w listopadzie 1947 roku, Anna poznała obecnego tam króla Rumunii Michała I. Anna i Michał I nie od razu zostali parą, a w ich zeswataniu miała udział matka rumuńskiego władcy, Helena. Wkrótce zaczęli spędzać ze sobą dużo czasu w Londynie, a potem w Lozannie, i Michał I w końcu oświadczył się księżniczce, która przyjęła jego prośbę. Chcąc poinformować rząd Rumunii przed wydaniem oficjalnego obwieszczenia o zaręczynach, król wrócił do kraju, w którym kilka tygodni później, 30 grudnia 1947 roku, został zmuszony do abdykacji przez mający wsparcie ZSRR komunistyczny rząd. 3 stycznia 1948 roku wyjechał wraz z matką z Rumunii.
Wkrótce narzeczeni ponownie się połączyli i zaczęli planować swój ślub. Największą przeszkodą na drodze do ślubu były dzielące ich różnice religijne – Anna była rzymską katoliczką, a Michał prawosławnym. Narzeczeni starali się więc o udzielenie papieskiej dyspensy na ślub, jednak Pius XII uzależniał jej wydanie od obietnicy Michała, że wszystkie jego dzieci zostaną wychowane w wierze katolickiej. Michał odmówił złożenia takiej obietnicy (powołał się na rumuńską konstytucję, która stanowi, że królewskie dzieci muszą być wychowywane w wierze prawosławnej) i papież nie udzielił dyspensy, w związku z czym narzeczeni pobrali się w obrządku prawosławnym 10 czerwca 1948 roku w pałacu Królewskim w Atenach. Wśród uczestników ślubu znajdowali się kuzynka Michała Zofia (późniejsza królowa Hiszpanii), jego wuj, król Grecji Paweł I z żoną Fryderyką, oraz rodzina Anny ze strony matki. Po ślubie Anna, pomimo utraty tronu przez Michała, przyjęła tytuł Jej Królewskiej Mości Królowej Rumunii. Papież Pius XII nie usankcjonował małżeństwa, w związku z czym w świetle prawa Kościoła katolickiego było ono nieważne. Dzięki temu Anna i Michał w 1966 roku wzięli ślub w obrządku katolickim w Monako.
Anna i Michał mieli pięć córek:

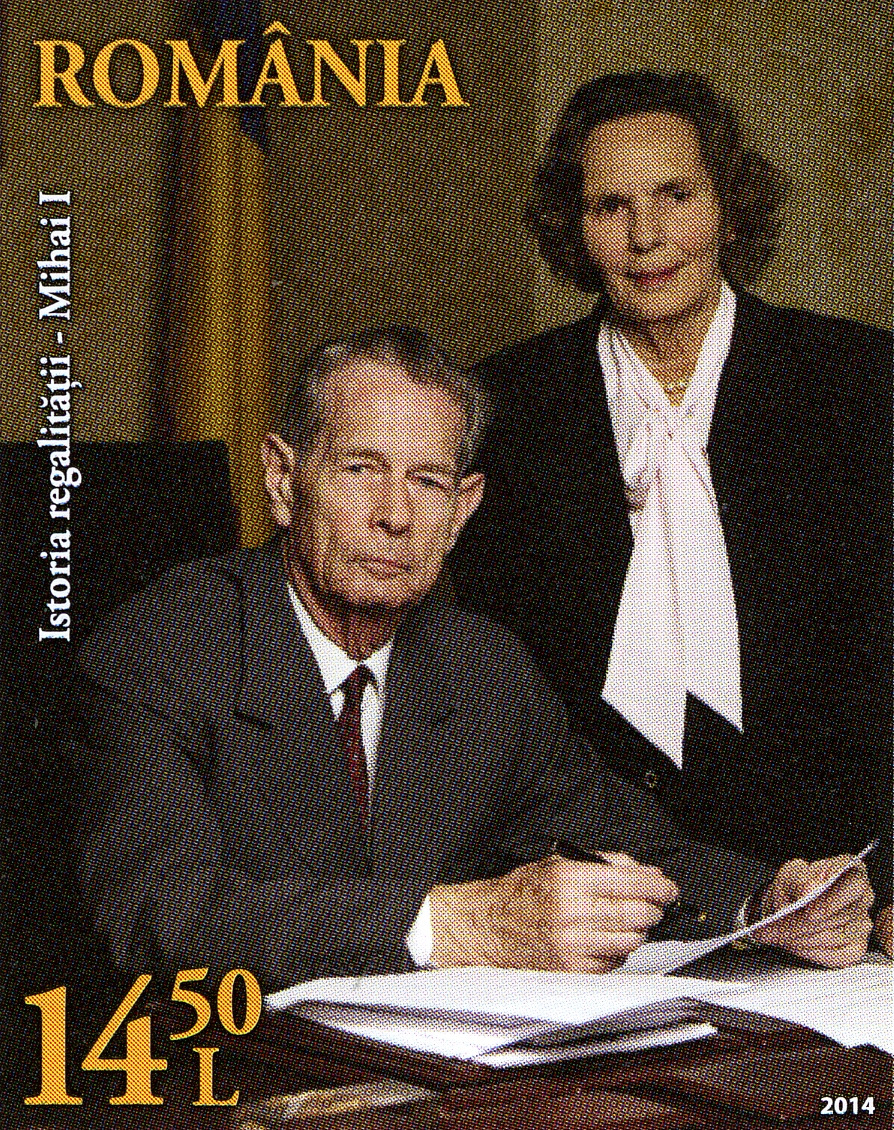
Michał I i Anna na rumuńskim znaczku pocztowym z 2014 roku

- księżniczkę Małgorzatę (ur. 1949), „Strażniczkę Korony Rumuńskiej”, żonę księcia Radu(inne języki) (nie mają dzieci),
- księżniczkę Helenę(inne języki) (ur. 1950), żonę Robina Medfortha-Millsa (mieli dwoje dzieci), a następnie, po rozwodzie, Alexandra McAteera (nie mają dzieci),
- księżniczkę Irenę (ur. 1953), żonę Johna Kreugera (mieli dwoje dzieci), a następnie, po rozwodzie, Johna Wesleya Walkera (nie mają dzieci); w 2013 roku straciła tytuł i prawa do rumuńskiego tronu w następstwie aresztowania za organizowanie nielegalnych walk kogutów. W sierpniu 2020 roku jej najstarsza siostra, „Strażniczka Korony Rumuńskiej” Małgorzata, przywróciła jej tytuł i prawa do tronu,
- księżniczkę Zofię (ur. 1957), żonę Alaina Biarneixa (rozwód; mieli jedną córkę),
- księżniczkę Marię(inne języki) (ur. 1964), żonę Kazimierza Wiesława Mystkowskiego.

### Dalsze losy

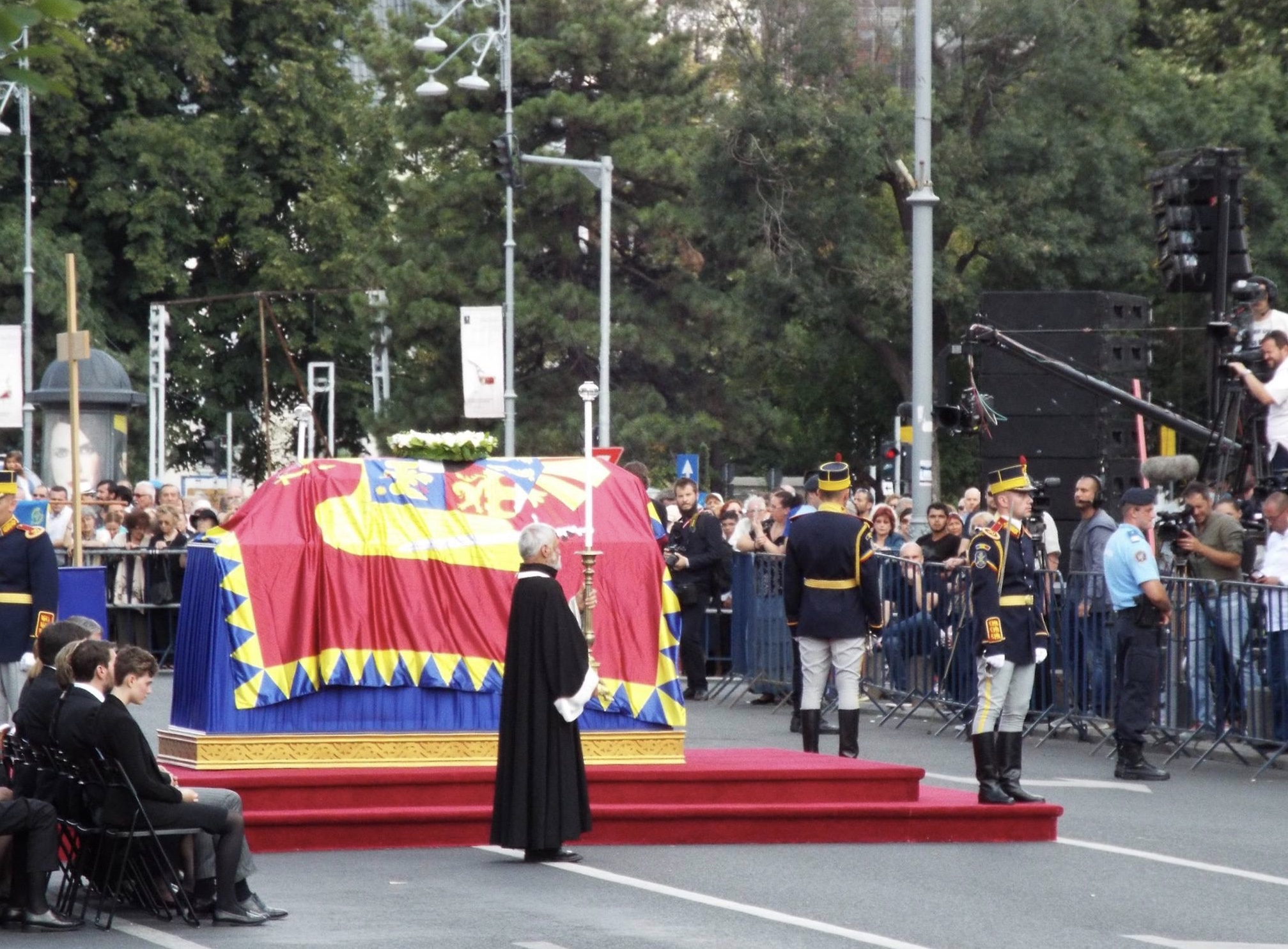
Trumna z ciałem Anny podczas uroczystości pogrzebowych 13 sierpnia 2016 roku

Anna wraz z mężem początkowo zamieszkała w domu swojej teściowej, Villa Sparta, w San Domenico we Włoszech. W 1949 roku małżonkowie wyjechali do Szwajcarii, z której po dwóch latach przenieśli się do Anglii. Żyli tam do 1956 roku, kiedy to zdecydowali o powrocie do Szwajcarii.
W 1992 roku razem z Michałem I przyjechała do Rumunii – po raz pierwszy stanęła wtedy na rumuńskiej ziemi. Rumuński rząd, zaniepokojony popularnością Michała, którego na ulicach Bukaresztu witał milion ludzi, zakazał mu wjazdu do kraju do 1997 roku, kiedy to ostatecznie zniesiono zakaz i przywrócono byłemu monarsze rumuńskie obywatelstwo, a ponadto zwrócono kilka królewskich posiadłości, w tym pałac Elisabeta, który służył za główną rezydencję małżonków, gdy przebywali w Rumunii. Zanim władze zniosły zakaz wjazdu dla Michała, Anna do 1997 roku wielokrotnie odwiedzała Rumunię, ucząc się miejscowego języka, spotykając się z ludźmi i poznając rumuńskie tradycje oraz zwyczaje.
Anna zmarła 1 sierpnia 2016 roku w szpitalu w szwajcarskim Morges w wieku 92 lat. W dniu 13 sierpnia, w którym zarówno w Rumunii, jak i w Mołdawii obowiązywała żałoba narodowa, odbyła się uroczystość pogrzebowa królowej w Cerkwi Zaśnięcia Matki Bożej w Curtea de Argeș. Świątynia ta została także miejscem jej pochówku (rok później obok niej pochowano jej męża).

## Odznaczenia
- Krzyż Wojenny (Francja)
- Order Karola I (Hohenzollern-Sigmaringen, 1948)[12]
- Krzyż Wielki Orderu Korony Rumunii (Hohenzollern-Sigmaringen, 2011)[13]